# Mariah en Español
Mariah en Español é um EP da cantora e compositora norte-americana Mariah Carey. Foi lançado em 4 de setembro de 2020 como parte do projeto "MC30", que comemora os 30 anos de carreira de Mariah Carey na indústria musical.
O EP foi lançado somente em formato digital e traz versões em espanhol de três faixas de sua discografia: "Hero" ("Héroe"), "Open Arms" ("El Amor Que Soñé") e "My All" ("Mi Todo"). Além dessas canções, o EP inclui quatro remixes de "Mi Todo".

## Histórico
"Héroe" foi lançada originalmente em 1993 e apareceu como faixa bônus do disco Music Box em países que falam espanhol. "El Amor que Soñé", de 1995, foi incluída em algumas edições do álbum Daydream. Em 1998, foi lançado um single com a versão em espanhol de "Mi Todo" e com remixes produzidos pelo brasileiro DJ Grego. Em alguns países, o álbum Butterfly também traz "Mi Todo" como faixa bônus.
Em 4 de setembro de 2020, durante as comemorações de 30 anos da carreira de Mariah Carey, todas essas faixas foram reunidas no EP Mariah en Español e lançadas pela primeira vez em formato digital. A capa do EP traz a mesma imagem e tipografia usada no single promocional de "Mi Todo".

## Faixas
| N.º            | Título                                     | Música                                             | Duração |  |
| 1.             | "Héroe" (Hero)                             | Mariah Carey; Walter Afanasieff; Jorge Luís Piloto | 4:20    |  |
| 2.             | "El Amor que Soñé" (Open Arms)             | Stephen Perry; Jonathan Cain; Manny Benito         | 3:32    |  |
| 3.             | "Mi Todo" (My All)                         | Mariah Carey; Walter Afanasieff; Manny Benito      | 3:53    |  |
| 4.             | "Mi Todo" (Versión Por Una Noche Más)      | Mariah Carey; Walter Afanasieff; Manny Benito      | 3:27    |  |
| 5.             | "Mi Todo" (Versión Mi Fiesta)              | Mariah Carey; Walter Afanasieff; Manny Benito      | 4:32    |  |
| 6.             | "Mi Todo" (Por Una Noche Más En Los Clubs) | Mariah Carey; Walter Afanasieff; Manny Benito      | 7:06    |  |
| 7.             | "Mi Todo" (Por Una Noche Más Instrumental) | Mariah Carey; Walter Afanasieff; Manny Benito      | 3:26    |  |
| Duração total: | Duração total:                             | Duração total:                                     | 30:16   |  |